# 加島屋 (豪商)
加島屋（かじまや）とは、江戸時代の大坂の豪商。
玉水町（現・大阪市西区江戸堀1丁目）の久右衛門家（廣岡姓）と、大川町（現・大阪市中央区北浜4丁目）の作兵衛家（長田姓）の2系統があった。

## 久右衛門家（廣岡（広岡）姓）

### 近世

#### 創業
加島屋を源流とする企業である大同生命の社史『大同生命七十年史』（1973年）によると、加島屋を興した廣岡家は村上源氏に連なる赤松家を遠祖とし、戦国時代には摂津国川辺郡東難波村（現・尼崎市東難波町）に移住したとされる。加島屋の創業は1625年（寛永2）年とされている。廣岡九兵衛家の次男に生まれた廣岡冨政（1603-1680）が、大坂で加島屋久右衛門（加久）を御堂前に創業した。加島屋の屋号は、冨政が加島屋五兵衛に奉公にあがり、のれん分けを受けたことに因む。

#### 日本有数の豪商へと成長
精米業から身を起こし、その後は米の売買で身代を大きくさせた。四代当主廣岡吉信（1689-1765）の時には、堂島米市場の米方年行司に任命されており、その時点で米市場の顔役となっていたことが分かる。
１８世紀後半からは、米市場から金融市場へと軸足を移し、大名への融資（大名貸）に特化していくことで巨大な財を築く。主な取引先は長州藩（萩藩）、福岡藩、中津藩、津和野藩などがあったが、後述する廃藩置県時点ではのべ126の藩・幕府機関への貸付が明らかになっている。
江戸時代の中後期以降、加島屋は鴻池善右衛門と並んで長者番付の最高位に位置付けられており、また幕府から徴収される御用金の額も、鴻池と並んで最高額を拠出し続けた。
幕末においても加島屋は幕府、萩藩、新選組などからの融資依頼に応じており、八代当主廣岡正饒（1806-1869）は小栗忠順の建策による兵庫商社、明治維新後に新政府が設立した為替会社・通商会社の頭取を務める。しかし、1871年（明治4年）の廃藩置県により、大名貸を主軸としていた加島屋はその資産を半減させ、同時に大名貸のビジネスモデルを喪失することとなる。
この危機から加島屋を立て直し、近代企業へと転換していくことに最大の功労者とされたのが、三井家から久右衛門の分家・加島屋五兵衛家に嫁した廣岡浅子である。

### 近代以降
1888年（明治21年）に加島銀行を設立すると、1895年（明治28年）に加島貯蓄銀行を設立。関西の有力都市銀行のひとつとして位置づけられるようになった。
その後、1899年（明治32）年には経営の危機にあった真宗生命（愛知県名古屋市）の経営権を取得し、生命保険事業に参画する。社長となった九代当主・廣岡正秋は社名を朝日生命（現在の朝日生命と異なる）に改称し、本社を京都、ついで大阪に移す。
1902年（明治35年）に護国生命、北海生命と合併し、大同生命を創業する。初代社長には廣岡正秋が就任し、本社は大阪市東区大川町（現在の住友ビルディング付近）の朝日生命本社に置く。
１９２５年（大正１４年）、代々加島屋の本宅があった地に大同生命ビルディングを竣工し、加島銀行本店・大同生命本社などが入居する。ウィリアム・メレル・ヴォーリズ設計による総工費約３００万円を投じたこのビルは、堂島ビルヂング、大阪ビルヂング（旧ダイビル本館）とともに大大阪を代表する百尺ビルとして親しまれた。
順調ともいえる経営状況だったが、1927年（昭和2年）の昭和金融恐慌で経営状況を大きく悪化させ、最終的には加島銀行を閉業し、経営資源を大同生命に集約させるに至る。加島銀行の整理において廣岡家は、過剰ともいえる利害関係者への配慮・対応を行った。これには近世以来、代々続いた金融業の老舗の加島屋を生き残らせるためには、円滑かつ迅速に加島銀行を破綻処理して廣岡家の金融業者としての信用を回復することが重要な意味を持っていたとされる。
その後は大同生命の経営に注力するも、太平洋戦争終戦後の1947年（昭和22年）、大同生命は株式会社から相互会社へと会社業態を転換。廣岡家も大同生命の3代社長・廣岡正直（1890-1978）、4代社長・廣岡松三郎（1888-1971）を最後に、大同生命の経営からも一線を画すこととなった。

### 近年の新発見と話題
廣岡家が頭取・社長を務めた加島銀行が廃業し、大同生命の経営からも離れた結果、加島屋については「忘れられた豪商」となっていた。しかし2012年、創業110周年を迎えることを機に大同生命大阪本社ビルに保管されていた約2500点の資料「大同生命文書」が大阪大学に寄託され、大同生命では加島屋から大同生命に至る歴史を紹介する特別展示を開始した。
2015年には、廣岡浅子を主人公のモデルとした、朝の連続テレビ小説「あさが来た」（NHK）が放送されて大きな注目を浴びたが、同年、奈良県橿原市から約1万点の加島屋および廣岡家に関する資料が見つかった。
2022年、大同生命創業120周年の記念行事として大阪本社ビルの地に建っていた「加島屋本宅」を、この10年で発見された加島屋の資料を元に模型と人形で再現する「加島屋本宅再現模型」が制作・公開された。同時に、10年間の研究で判明した加島屋の「あきない」や「くらし」を紹介する企画展「商都大坂の豪商・加島屋　あきない　町家　くらし」が、大阪くらしの今昔館で開催された。
2024年、神戸大学・大阪大学・大同生命に所蔵する加島屋の資料をアーカイブ化した「加島屋廣岡家アーカイブ」が期間限定で公開され、今後本公開される予定が発表された。
２０２５年、近年発見された加島屋の関係資料のうち大同生命が所蔵する「大同生命文書」と大阪市立住まいのミュージアム「大阪くらしの今昔館」が所蔵する「廣岡久右衛門家関係史料」について、大阪市文化財に指定されたことが公示された。

## 作兵衛家（長田姓）

### 概要
寛永年間に大坂に移り、享保年間に米仲買となって玉水町に店を構えた。肥後藩蔵元掛屋、宇和島藩紙方蔵元掛屋を勤めた。天明年間頃に大川町に移転。その後も諸藩に貸付を行い、万延御用銀は鴻池、玉水町加島屋とともに最高額3000貫目を引き受けた。明治維新にて新政府の財政に協力し、維新を乗り切ったが、明治6年（1873年）、陸軍省預り金の即時上納を命ぜられて果たせず、倒産・閉店した。